# Hoogeveen
Hoogeveen  è una municipalità dei Paesi Bassi di 54 787 abitanti situata nella provincia di Drenthe.